# 斯洛伐克嘻哈
斯洛伐克嘻哈据说始于1988年。斯洛伐克的第一次rap发行是1993年由来自科希斯的rap Steady Crew完成的，随后是1997年Jednotka slovenskej starostlivosti（JSS）和他们的专辑Kompromis以及Trosky两人发行了他们的唱片。长期运行的工作人员是劳扎和维瓦门什纳博士，他们与DJ哈吉特科维奇一起表演Názov Stavby。韦克，以前的两个开创性的Trosky，被许多今天认为是最有影响力的人物在嘻哈音乐在斯洛伐克。2003年，Kontrafakt发布了他们的第一个视频“dava mi”，斯洛伐克嘻哈被认为开始流行起来，并在斯洛伐克和捷克共和国的许多视频排行榜上名列前茅，该视频甚至出现在了MTV。Kontrafakt的白金首张专辑“E.R.A.”（也有Názov Stavby的专辑“R EčN AšA”和Trosky的专辑“Trosky”）被认为是具有“经典”地位的专辑之一。
斯洛伐克最有争议和最著名的说唱歌手莱特摩斯是斯洛伐克和捷克共和国最畅销的艺术家之一，他的一些音乐视频的浏览量超过300万次。
几乎所有的斯洛伐克嘻哈艺术家都会用斯洛伐克语说唱，并且经常与捷克艺术家合作，比如PSH，DJ Wich，波兰WWO，有时他们还会与来自不同国家的人合作，比如俄罗斯的P-13艺术家等等。